# Ricardo Benet
Ricardo Benet es un cineasta y fotógrafo mexicano, reconocido por su ópera prima Noticias Lejanas (2005) y por la película Nómadas (2010).

## Inicios
Ricardo Benet nació en Cd. Cardel, Veracruz, vivió parte de su niñez en Navojoa, Sonora (México), posteriormente en el Distrito Federal, donde cursó estudios de arquitectura, en la U.N.A.M., realizó una maestría en Historia del Arte en Florencia, Italia, y fotografía en el Centro Pompidou de París, además curso los estudios de cine-fotografía KODAK en los estudios churubusco (México) y Cinematografía en el Centro de Capacitación Cinematográfica C.C.C. (México) y Diseño de Oficinas (Management Center).
A raíz de sus estudios en el Centro de Capacitación Cinematográfica, Ricardo Benet entra en el concurso de ópera prima en el 2003, para realizar "Noticias Lejanas" resultando ganador, la película es grabada en alrededores de la ciudad de Perote, Veracruz y del Distrito Federal, México.
Fueron dos años de realización hasta su estreno en 2005 en el festival de cine de Guadalajara a partir de ahí surgen numerosas invitaciones que llevan a la película a recorrer el mundo en más de 60 festivales y obtuvo 24 premios, entre ellos 3 Arieles, Premio del Jurado en Biarritz 2005, Mejor Director Iberoamericano Málaga 2007 y Mejor película en Mar de Plata 2006.
Como director ha realizado 4 cortometrajes, 3 documentales y 2 largometrajes ("Noticias lejanas" y "Nómadas"). Como cine-fotógrafo ha realizado más de 30 cortometrajes, 7 documentales y 3 largometrajes.
Ha participado como invitado de Jurado en los festivales de cine de Montreal, Barcelona y Mar de Plata, ha impartido también cátedra en Xalapa, Morelia, Tampico, Buenos Aires, Barcelona, Veracruz y Oregòn donde cada año es invitado como ponente del Seminario de Cine y Literatura de la Universidad de Portland.
Actualmente Ricardo Benet reside en Xapala, Veracruz donde dirige el Departamento de Cinematografía de la Universidad Veracruzana, da continuidad al taller de cortometraje en Parque Tajín adjunto con los talleres de cámara estenopeica para niños en las comunidades del Totonacapan al Norte del Estado de Veracruz, que dirige el fotógrafo Raúl Suazo. Acaba de finalizar su segundo largometraje "Nómadas" filmado en Nueva York y DF; esta fue exhibida el 16 de octubre de 2010 en el octavo festival de Morelia asistió acompañado de la protagonista Lucy Liu y tuvo un reencuentro con otras personalidades del ámbito cinematográfico.

## Muestras y Festivales
"Noticias Lejanas" fue estrenada en el Festival de Cine de Guadalajara en marzo del 2005. De ese mes a mayo de 2007 participó en los siguientes festivales:
- . Festival Internacional de Puerto Vallarta

- . Festival “TRIBECA”, Nueva York

- . Mercado del Film, Cannes

- . Festival Internacional de Múnich

- . Festival Internacional de Sarajevo, Bosnia

- . Nuevo Festival de Montreal

- . Festival de Biarritz, Francia

- . Festival Internacional de Vancouver

- . Festival Internacional de Flanders, Bélgica

- . Festival Internacional de Pusán, Corea

- . Festival Internacional de Sao Paolo

- . Festival Internacional de Londres

- . Muestra Internacional de Cine, México

- . Festival de Cine de Palm Springs

- . Festival Latino de San Diego

- . Festival de Cine de Baltimore

- . Muestra de Cine Santa Bárbara

- . Festival Latino de Brujas, Bélgica

- . Festival Internacional de Cine de Miami

- . Festival de Cine de Mar del Plata

- . Festival de Cine de Montevideo

- . Festival de Cine Americano en París

- . Festival de Cine de Mánchester

- . Festival de Cine Mexicano en Argentina

- . Festival Latino de Chicago

- . Festival Latino de Rótterdam

- . Festival Vistas Texas

- . Festival de Heidelberg, Alemania

- . Festival Internacional de San Francisco

- . Festival Latino de Utrecht, Holanda

- . Festival Bunuel, Calanda

- . Festival ICARO Guatemala

- . Festival de Nuevo Cine La Habana

- . Festival de Málaga

- . Festival Black Movie, Ginebra

- . Festival de Cine Pobre, Gibara

## Estilo
Ricardo Benet se considera un realizador de historias sencillas, austeras, pero bañadas de creatividad artística, sin valoraciones morales ni políticas, que proyectan duda y preocupación íntima, desde un lenguaje y una estética que “re explora los lugares comunes” que suelen quedarse en la superficialidad de las cosas humanas; es decir, la tristeza, la soledad, el abandono, el desamor, la pobreza, el viaje… “sin melodrama ni intelectualización”, sino despojado, sincero.

## Filmografía
- . "ANTES MERIDIANO" (Cortometraje Ficción/35 MM/9 Minutos/1993-2000)

- . "ROAD COFFEE" (Documental / Hi-8 / 7 Minutos / 1996-2000)

- . "ÁRIDO"(Documental / Betacam / 8 Minutos / 1997-2000)

- . "FIN DE ETAPA" (Cortometraje Ficción / 35 MM / 19 Minutos / 2001)

- . "NOTICIAS LEJANAS" (Largometraje Ficción / 35 MM / 90 Minutos / 2005)

- ."NOMADAS" (Largometraje Ficción / 35 MM / ? Minutos / 2010)

## Muestras y Festivales
"Noticias Lejanas" fue estrenada en el Festival de Cine de Guadalajara en marzo del 2005. De ese mes a mayo de 2007 participó en los siguientes festivales:
- . Festival Internacional de Puerto Vallarta
- . Festival “TRIBECA”, Nueva York
- . Mercado del Film, Cannes
- . Festival Internacional de Múnich
- . Festival Internacional de Sarajevo, Bosnia
- . Nuevo Festival de Montreal
- . Festival de Biarritz, Francia
- . Festival Internacional de Vancouver
- . Festival Internacional de Flanders, Bélgica
- . Festival Internacional de Pusán, Corea
- . Festival Internacional de Sao Paolo
- . Festival Internacional de Londres
- . Muestra Internacional de Cine, México
- . Festival de Cine de Palm Springs
- . Festival Latino de San Diego
- . Festival de Cine de Baltimore
- . Muestra de Cine Santa Bárbara
- . Festival Latino de Brujas, Bélgica
- . Festival Internacional de Cine de Miami
- . Festival de Cine de Mar del Plata
- . Festival de Cine de Montevideo
- . Festival de Cine Americano en París
- . Festival de Cine de Mánchester
- . Festival de Cine Mexicano en Argentina
- . Festival Latino de Chicago
- . Festival Latino de Rótterdam
- . Festival Vistas Texas
- . Festival de Heidelberg, Alemania
- . Festival Internacional de San Francisco
- . Festival Latino de Utrecht, Holanda
- . Festival Bunuel, Calanda
- . Festival ICARO Guatemala
- . Festival de Nuevo Cine La Habana
- . Festival de Málaga
- . Festival Black Movie, Ginebra
- . Festival de Cine Pobre, Gibara

## Premios y reconocimientos
```
"Antes Meridiano"
```

- Festival Latino de San Antonio (2001) MENCIÓN HONORÍFICA
- Latinidade, Portugal (2001) MENCIÓN HONORÍFICA

```
"ROAD COFFEE"
```

- Corrida Audiovisual Toulouse(1997) PREMIO DEL PÚBLICO
- San Antonio, Tx. Festival (2001) MENCIÓN HONORÍFICA
- Latinidade, Portugal (2001) MENCIÓN HONORÍFICA
- "Contra el silencio..." (2002) MENCIÓN HONORÍFICA
- premio O.C.I.C.

```
"ÁRIDO"
```

- "Contra el silencio todas…” (2002) MENCIÓN HONORÍFICA

```
"FIN DE ETAPA"
```

- San Petersburgo, Rusia (2002) MENCIÓN HONORÍFICA
- Voladero, Monterrey (2002) 2º LUGAR FICCIÓN

```
"NOTICIAS LEJANAS"
```

- Festival de Cine de Guadalajara 2005

. “Mejor Director” 
. “Mejor Fotografía” (Martín Boege)
. “Premio Prensa Mejor Actor” (David Aarón Estrada)
- Festival de Cine de Biarritz 2005.

. “Premio del Jurado” 
- Festival Internacional de Vancouver 2005

. “Aportación Plástica” 
- Academia Mexicana de Artes Cinematográficas 2006

. “Ariel Mejor Ópera Prima” 
. “Ariel Mejor Actriz” (Mayahuel del Monte)
. “Ariel Mejor Co-actuación Femenina” (Gina Moret)
- Festival de Cine de Mar del Plata 2006

. “Astor de Oro / Mejor Película”
- Festival de Cine de Málaga 2007

. “Biznaga de Plata” / Mejor Director Iberoamericano
- Festival de Cine Pobre Gibara, Cuba 2007

. “Mejor Película” 
. “Mejor Fotografía” 
. “Mejor Actor”